# Port lotniczy Coetivy
Port lotniczy Coetivy (ICAO: FSSC) – port lotniczy położony na wyspie Coëtivy (Seszele).